# Mathieu Burgaudeau
Mathieu Burgaudeau (ur. 17 listopada 1998 w Noirmoutier-en-l’Île) – francuski kolarz szosowy.

## Osiągnięcia
Opracowano na podstawie:

2015
- 1. miejsce w klasyfikacji górskiej Tour du Pays de Vaud

2016
- 1. miejsce na 1. i 4. etapie Tour du Valromey
- 1. miejsce w klasyfikacji punktowej Aubel-Thimister-La Gleize

2017
- 3. miejsce w Tour de Gironde
  - 1. miejsce w klasyfikacji młodzieżowej

2018
- 3. miejsce w Gandawa-Wevelgem U23

2021
- 3. miejsce w Coppa Sabatini
- 3. miejsce w Boucles de l’Aulne

2022
- 1. miejsce na 6. etapie Paryż-Nicea
- 2. miejsce w Tour du Doubs

## Rankingi
| Rok             | 2017  | 2018  | 2019  | 2020  | 2021 | 2022 | 2023 | 2024 |
| --------------- | ----- | ----- | ----- | ----- | ---- | ---- | ---- | ---- |
| World Ranking   | 1469. | 1362. | 1121. | 1201. | 199. | 206. | 97.  | 249. |
| UCI Europe Tour | 940.  | 844.  | 792.  | 926.  | 170. | 168. | 79.  | -    |
|                 |       |       |       |       |      |      |      |      |
| Źródło: UCI     |       |       |       |       |      |      |      |      |